# Lagunas saladas de Pétrola y Salobrejo y complejo lagunar de Corral Rubio
Lagunas saladas de Pétrola y Salobrejo y complejo lagunar de Corral Rubio este o arie protejată (arie specială de conservare — SAC, sit de importanță comunitară — SCI) din Spania întinsă pe o suprafață de 2.445,25 ha, integral pe uscat.

## Localizare
Centrul sitului Lagunas saladas de Pétrola y Salobrejo y complejo lagunar de Corral Rubio este situat la coordonatele 38°46′52″N 1°25′44″W / 38.781°N 1.429°V.

## Înființare
Situl Lagunas saladas de Pétrola y Salobrejo y complejo lagunar de Corral Rubio a fost declarat sit de importanță comunitară în decembrie 1997 pentru a proteja 1 specie de plante și 29 de specii de animale. Situl a fost protejat și ca arie specială de conservare în mai 2015.

## Biodiversitate
Situată în ecoregiunea mediteraneană, aria protejată conține 6 habitate naturale: Pajiști umede mediteraneene cu ierburi înalte de Molinio-Holoschoenion, Stepe sărăturate mediteraneene (Limonietalia), Ape puternic oligomezotrofe cu vegetație bentonică cu Chara spp., Pășuni mediteraneene udate de apa mării (Juncetalia maritimi), Salicornia și alte specii anuale care populează regiunile mlăștinoase și nisipoase, Iazuri temporare mediteraneene.
La baza desemnării sitului se află mai multe specii protejate:
- plante (1): Lythrum flexuosum
- păsări (28): rață sulițar (Anas acuta), rață lingurar (Anas clypeata), rață pitică (Anas crecca), rață fluierătoare (Anas penelope), rață mare (Anas platyrhynchos), rață pestriță (Anas strepera), stârc galben (Ardeola ralloides), rață-cu-cap-castaniu (Aythya ferina), rață roșie (Aythya nyroca), prundăraș de sărătură (Charadrius alexandrinus), chirighiță-cu-obraz-alb (Chlidonias hybridus), chirighiță neagră (Chlidonias niger), erete de stuf (Circus aeruginosus), erete vânăt (Circus cyaneus), Fulica cristata, pescăriță râzătoare (Gelochelidon nilotica), cocor (Grus grus), piciorong (Himantopus himantopus), pescăruș râzător (Larus ridibundus), Marmaronetta angustirostris, rață cu ciuf (Netta rufina), Oxyura leucocephala, flamingo roz (Phoenicopterus roseus), corcodel-cu-gât-negru (Podiceps nigricollis), Porphyrio porphyrio, ciocântors (Recurvirostra avosetta), turturică (Streptopelia turtur), nagâț (Vanellus vanellus)
- reptile (1): Mauremys leprosa

Pe lângă speciile protejate, pe teritoriul sitului au mai fost identificate 11 specii de plante.